# Idaho Vandals football
La squadra di football degli Idaho Vandals rappresenta l'Università dell'Idaho. I Miners competono nella Football Championship Subdivision (FCS) della National Collegiate Athletics Association (NCAA) e nella Big Sky Conference. La squadra è allenata da Jason Eck. Gioca le sue gare interne al Kibbie Dome di Moscow, Idaho, e le sue rivalità principali sono con gli Idaho State Bengals, i Montana Grizzlies, gli Eastern Washington Eagles, i Boise State Broncos e i Washington State Cougars.
Il programma nel football ad Idaho iniziò nel 1893, e, alla stagione 2019, i Vandals hanno un bilancio di 460-614-26. Nella loro storia hanno disputato tre bowl di fine stagione, vincendoli tutti: l'Humanitarian/Famous Idaho Potato Bowl nel 1998, l'Humanitarian Bowl nel 2009 e il Famous Idaho Potato Bowl nel 2016. Come membri della Division I-AA (FCS) per 18 stagioni (1978-1995), i Vandals hanno raggiunto i playoff 11 volte, qualificandosi due volte per le semifinali nazionali (1988 e 1993).
Il 28 aprile 2016 il presidente dell'università Chuck Staben annunciò che il programma del football avrebbe fatto ritorno nella Big Sky e nella FCS nel 2018. Idaho divenne così il primo membro della FBS ad abbandonarla volutamente per passare alla FCS.

## Conference di appartenenza
Idaho è stata sia indipendente che affiliata a diverse conference durante la sua storia.
- Independent (1894–1921)
- Pacific Coast Conference (1922–1958)
- Independente (1959–1964)
- Big Sky Conference (1965–1995)
- Big West Conference (1996–2000)
- Sun Belt Conference (2001–2004)
- Western Athletic Conference (2005–2012)
- Independente FBS (2013)
- Sun Belt Conference (2014–2017)
- Big Sky Conference (2018–presente)

## Titoli di conference
| Anno  | Conference    | Allenatore       | Record tot. | Record conf. |
| 1927† | Pacific Coast | Charles Erb      | 4–1–3       | 2–0–2        |
| 1965† | Big Sky       | Steve Musseau    | 5–4         | 3–1          |
| 1968† | Big Sky       | Y C McNease      | 5–5         | 3–1          |
| 1971  | Big Sky       | Don Robbins      | 8–3         | 4–1          |
| 1982† | Big Sky       | Dennis Erickson  | 9–4         | 5–2          |
| 1985  | Big Sky       | Dennis Erickson  | 9–3         | 6–1          |
| 1987  | Big Sky       | Keith Gilbertson | 9–3         | 7–1          |
| 1988  | Big Sky       | Keith Gilbertson | 11–2        | 7–1          |
| 1989  | Big Sky       | John L. Smith    | 9–3         | 8–0          |
| 1992† | Big Sky       | John L. Smith    | 9–3         | 6–1          |
| 1998  | Big West      | Chris Tormey     | 9–3         | 4–1          |

† Co-campioni

## Membri della College Football Hall of Fame
| Membro          | Ruolo     | Anni            | Intr. | Note  |
| Dennis Erickson | Capo-all. | 1982-1985, 2006 | 2019  | [ 5 ] |

## All-American
| Anno | Giocatore      | Ruolo | Squadra                                               |
| 1924 | Skippy Stivers | QB    | 3ª form.                                              |
| 1965 | Ray McDonald   | RB    | AP-2ª form.                                           |
| 1965 | Ray McDonald   | FB    | 3ª form.                                              |
| 1966 | Ray McDonald   | RB    | Time 1ª form., TSN 1ª form./ AP-ª form., UPI-2ª form. |
| 1976 | John Yarno     | C     | AP-1ª form.                                           |

Note: in grassetto i Consensus All-American

## Numeri ritirati
| N. | Giocatore    | Ruolo       | Anni    | Rit. | Note          |
| 9  | Ken Hobart   | QB          | 1980-83 |      | [ 6 ]         |
| 17 | John Friesz  | QB          | 1986-89 | 2006 | [ 7 ]         |
| 53 | Wayne Walker | LB / C / LS | 1955-57 |      | [ 8 ]         |
| 56 | John Yarno   | C           | 1973-76 | 1977 | [ 9 ]         |
| 64 | Jerry Kramer | G / DT / K  | 1955-57 | 1963 | [ 10 ] [ 11 ] |